# Sidymella rubrosignata
Sidymella rubrosignata är en spindelart som först beskrevs av Ludwig Carl Christian Koch 1874.  Sidymella rubrosignata ingår i släktet Sidymella och familjen krabbspindlar.
Artens utbredningsområde är New South Wales. Inga underarter finns listade i Catalogue of Life.